# Изамутдинов, Гусен Мугутдинович
Гусен Мугутдинович Изамутдинов (род. 28 ноября 1981) — российский самбист, призёр чемпионата России, мастер спорта России.

## Спортивные результаты
- Чемпионат России по самбо 2013 года — .